# DeepL Translator
DeepL Translator — сервіс нейронного машинного перекладу, запущений 28 серпня 2017 року та розроблений компанією DeepL GmbH (Linguee), що базується у Кельні, Німеччина. Він отримав загалом позитивні відгуки, в деяких випадках він є більш точним, ніж лідер Google Translate.
Сайт DeepL почав пропонувати переклади між 7 європейськими мовами, що поступово було розширено до 31 мов з 552 мовними парами. Крім того, між усіма цими мовами пропонується приблизна мовна еквівалентність, яка використовує двоетапний процес перекладу через англійську як опорну мову.
Компанія пропонує платні послуги за підпискою та ліцензує свій прикладний програмний інтерфейс перекладу. Сервіс також фінансується за допомогою реклами на дочірньому сайті linguee.com.
У вересні 2022 року на DeepL з'явилася можливість перекладати з української та на українську.

## Служба

### Методологія перекладу
Служба використовує власний алгоритм із згортковими нейронними мережами (ЗНМ), які були навчені на базі даних Linguee. За словами розробників, у службі використовується нова, вдосконалена архітектура нейронних мереж, що надає природніший вигляд перекладам у порівнянні зі службами-конкурентами. Переклад створюється за допомогою суперкомп'ютера з потужностями до 5,1 петафлопса, що працює в Ісландії на гідроенергетиці. Загалом, ЗНМ дещо більше підходять для довгих, зв'язних послідовностей слів, але досі не використовувалися конкурентами через їх недоліки у порівнянні з рекурентними нейронними мережами. Слабкі сторони DeepL компенсуються додатковими хитрощами, деякі з яких є загальновідомими.

### Перекладач
Перекладачем можна користуватися безплатно, з обмеженням 5000 символів на переклад. Клієнти комерційного програмного забезпечення можуть використовувати платний API для вбудовування DeepL у своє програмне забезпечення — від 5,99 євро на місяць для особистого користування.
Також можна перекладати Документи Microsoft Word у форматах файлів Office Open XML (.docx), а також презентації PowerPoint (.pptx). Зноски, форматування та вбудовані зображення зберігаються.
Станом на вересень 2022 року служба підтримує болгарську, китайську (спрощену), чеську, данську, нідерландську, англійську (американську та британську), естонську, фінську, французьку, німецьку, грецьку, угорську, італійську, японську, латиську, литовську, польську, португальську (європейську та бразильську), румунську, російську, словацьку, словенську, українську, іспанську та шведську.

### Pro-підписка
Платна підписка DeepL Pro для професійних перекладачів, компаній і розробників, доступна з березня 2018 року, пропонує інтерфейс програмування і програмний плагін для інструментів автоматизованого перекладу, включаючи SDL Trados Studio. На відміну від безплатної версії, перекладені тексти не зберігаються; довжина тексту в поле введення не обмежена. Модель ціноутворення передбачає основну щомісячну плату, що включає певний обсяг тексту, а тексти понад цього розраховуються в залежності від кількості символів. Також доступні функції приватності, що дозволяють надавати переклад поданого тексту і видаляти текст відразу після завершення перекладу.

## Історія
DeepL Translator був запущений 28 серпня 2017 року компанією Linguee і пропонував переклади між англійською, німецькою, французькою, іспанською, італійською, нідерландською та польською мовами. Після запуску DeepL заявив, що він перевершив своїх конкурентів в самостійно проведених сліпих тестах і за показниками BLEU, включаючи Google Translate, Amazon Translate, Microsoft Translator і функцію перекладу Facebook. У березні 2020 року також було заявлено, що сервіс перевершив вищезгаданих конкурентів, а також функції перекладу Baidu та Youdao у перекладі японською та китайською мовами (спрощеною).
Служба була створена німецькою компанією Linguee GmbH, заснованою у 2008 році Ґереоном Фралінґом, який раніше працював у Google, та Леонардом Фінком. Вони створили словник для 25 мов, який можна використовувати для перекладу через мережеву службу. З випуском DeepL у 2017 році назву компанії було змінено на DeepL GmbH. У березні 2020 року DeepL оголосила, що досягла значного збільшення продуктивності в порівнянні зі своїми конкурентами, змінивши свою систему штучного інтелекту.
Португальська та російська мови були додані 5 грудня 2018 року, китайська (спрощена) та японська 19 березня 2020 року. Ще 13 європейських мов було додано у березні 2021 року.
У жовтні 2018 року модель ціноутворення була переглянута, щоб були доступні різні варіанти замість початкової моделі єдиного платежу. Програмне забезпечення для перекладу для Microsoft Windows та macOS було випущено у вересні 2019 року.

## Оцінки
Оцінка DeepL Translator у 2017 році була в цілому позитивною, «TechCrunch» високо оцінив службу за точність перекладу, заявивши, що він був більш точним і акуратним, ніж Google Translate. «Le Monde» подякував його розробникам за переклад французького тексту на більш «франкозвучні» вирази У статті з вебсайту нідерландського телеканалу RTL Z зазначено, що DeepL Translator «пропонує ліпші переклади […], якщо мова йде про переклад з нідерландської на англійську та навпаки». Італійська газета «la Repubblica» та латиноамериканський вебсайт «WWWhat's new?» також схвалив службу. У 2020 році японський вебсайт «Gigazine» визнав японський переклад точним, навіть якщо текст змішувався з діалектами.
Преса відзначила, що для перекладу є набагато менше мов, ніж у продуктів конкурентів. У ньому також немає функції перекладу вебсайтів і безплатної інтеграції застосунків. У науковій роботі Болонського університету у 2018 році, оцінювалися можливості перекладу з італійської на німецьку мову, і попередні результати виявилися схожими за якістю з Google Translate.
Перекладач DeepL отримав премію Webby Award 2020 за найкращі практики за технічні досягнення (застосунки, мобільні пристрої та функції), обидві в категорії «Застосунки, мобільні пристрої та голос».

### Статистика

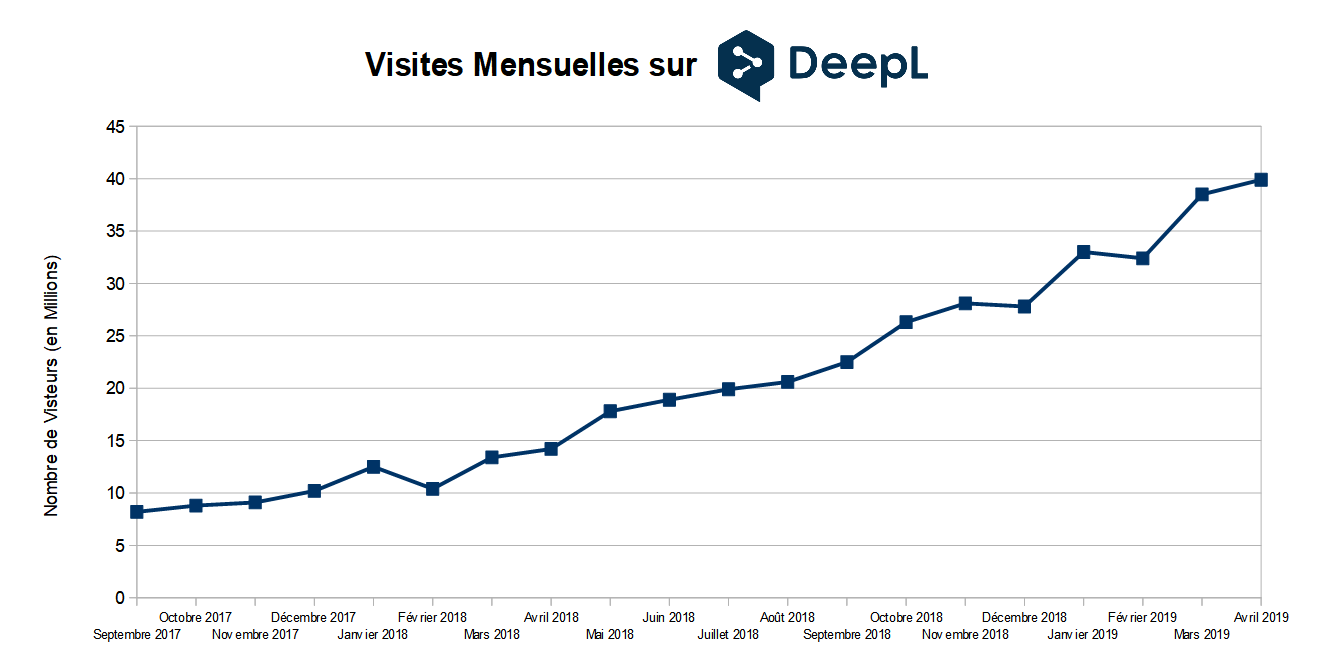
Кількість відвідувань DeepL за Similarweb

Станом на січень 2019 року DeepL.com зайняв 2149 місце в рейтингу найпопулярніших сайтів світу Alexa.